# Oldřich Rott
Oldřich Rott (Opočno, 26 maggio 1951) è un ex calciatore cecoslovacco di ruolo difensore.
Ha fatto parte della nazionale cecoslovacca e della nazionale olimpica che ha vinto la medaglia d'oro ai giochi olimpici di Mosca del 1980.
Rott ha militato soprattutto con il Dukla Praha, squadra con la quale ha vinto tre volte il campionato cecoslovacco nel 1977, 1979 e 1982.